# Ward (Dakota del Sud)
Ward és una població dels Estats Units a l'estat de Dakota del Sud. Segons el cens del 2000 tenia 41 habitants.

## Demografia
Segons el cens del 2000, Ward tenia 41 habitants, 18 habitatges, i 9 famílies. La densitat de població era de 56,5 habitants per km².
Dels 18 habitatges en un 33,3% hi vivien nens de menys de 18 anys, en un 38,9% hi vivien parelles casades, en un 0% dones solteres, i en un 50% no eren unitats familiars. En el 38,9% dels habitatges hi vivien persones soles l'11,1% de les quals corresponia a persones de 65 anys o més que vivien soles. El nombre mitjà de persones vivint en cada habitatge era de 2,28 i el nombre mitjà de persones que vivien en cada família era de 3,22.
Per edats la població es repartia de la següent manera: un 31,7% tenia menys de 18 anys, un 2,4% entre 18 i 24, un 36,6% entre 25 i 44, un 14,6% de 45 a 60 i un 14,6% 65 anys o més.
L'edat mediana era de 34 anys. Per cada 100 dones de 18 o més anys hi havia 100 homes.
La renda mediana per habitatge era de 18.750 $ i la renda mediana per família de 31.250 $. Els homes tenien una renda mediana de 26.250 $ mentre que les dones 22.083 $. La renda per capita de la població era de 12.367 $. Entorn del 33,3% de les famílies i el 30% de la població estaven per davall del llindar de pobresa.

## Poblacions més properes
El següent diagrama mostra les poblacions més properes.